# Atila Iamarino
Atila Iamarino (5 de outubro de 1984) é um biólogo, doutor em microbiologia e pesquisador brasileiro, notório por seu trabalho de divulgação científica no canal do YouTube denominado Nerdologia, que possuia mais de 3,28 milhões de inscritos em 2022. Integra também o grupo Jovem Nerd, uma plataforma digital de cultura pop, jogos eletrônicos e conteúdo jovem.
Atualmente possui mais de 1,56 milhões de inscritos em seu canal pessoal. Durante a pandemia de COVID-19 no Brasil seu trabalho como divulgador científico teve grande impacto no esclarecimento da população e no combate à desinformação.

## Carreira
Atila ingressou no Instituto de Biociências da Universidade de São Paulo (USP) em 2002, graduando-se em ciências biológicas no ano de 2006. Na mesma universidade, concluiu o doutorado em 2012, além de cursos de pós-doutorado em Genética Molecular e de Micro-organismos, pelo Instituto de Ciências Biomédicas da USP. Também realizou pós-doutorado na Universidade Yale, nos Estados Unidos.
Foi professor visitante no Instituto de Física Gleb Wataghin da Universidade Estadual de Campinas em 2019. Em 2011 participou pela primeira vez do NerdCast, em episódio cujo tema foi seleção natural. Desde então é participante recorrente do NerdCast, com destaque para episódios sobre ciências. No ano de 2015, passou a se dedicar exclusivamente à divulgação científica, através do canal do YouTube Nerdologia. Atila trabalha ainda junto à Pró-Reitoria de Pesquisa da USP como designer instrucional, no desenvolvimento de cursos online.
Em 2020, durante a pandemia de COVID-19, Atila fez transmissões ao vivo em seu canal pessoal no YouTube para informar a população sobre o vírus, seus sintomas e o andamento das pesquisas, além de comparar a situação nos demais países. Escreveu um livro didático interdisciplinar para o ensino médio, em coautoria com a professora e pesquisadora Sonia G. B. C. Lopes, aposentada outrora vinculada ao Instituto de Biocências da Universidade de São Paulo. Intitulada Coronavírus: Explorando A Pandemia Que Mudou O Mundo, a obra fora publicada pela Editora Moderna, em novembro de 2020.
Participou de entrevista em diversos canais de televisão e no YouTube, teve influência significativa nas redes sociais devido à pandemia e chegou a participar de reuniões com o Tribunal Superior Eleitoral (TSE) a respeito do adiamento das eleições de 2020. Para as eleições, teve participação central na campanha do TSE contra a desinformação em redes sociais. No dia 4 de dezembro de 2020, recebeu da Câmara Municipal de São Paulo a Medalha Anchieta e o Diploma de Gratidão da cidade.

## Prêmios e indicações
| Ano  | Prêmio                       | Categoria             | Indicação                        | Resultado | Ref.          |
| ---- | ---------------------------- | --------------------- | -------------------------------- | --------- | ------------- |
| 2020 | MTV Millennial Awards Brasil | Ícone MIAW            | Ele mesmo                        | Indicado  | [ 15 ]        |
| 2020 | MTV Millennial Awards Brasil | Imagina Juntos        | Drauzio Varella e Atila Iamarino | Indicado  | [ 15 ]        |
| 2020 | Medalha Anchieta             | Homenageado           | Ele mesmo                        | Venceu    | [ 14 ]        |
| 2021 | Melhores do Ano              | Personalidade Digital | Ele mesmo                        | Indicado  | [ 16 ] [ 17 ] |